# Polycotyle ornata
Polycotyle ornata är en plattmaskart. Polycotyle ornata ingår i släktet Polycotyle och familjen Protrodiplostomatidae. Inga underarter finns listade i Catalogue of Life.